# フェルディナンド・チャトロシュ
フェルディナンド・チャトロシュ（Ferdinand Čatloš、1895年8月7日 - 1972年10月16日）は、チェコスロバキア、独立スロバキアの軍人。大将。

## 概要
1915年9月、士官候補生としてオーストリア・ハンガリー軍に入隊。中隊長として東部戦線で第一次世界大戦に従軍し、1917年の6月攻勢に参加した。
1918年、チェコスロバキア軍に入隊。1925年から国防省に勤務し、1926年～1927年、駐ブダペスト駐在武官補を務めた。1930年、プラハの高等軍事学校を卒業。1938年10月、スロバキア自治政府の軍事官房長となり、スロバキア軍創設者の1人となった。
スロバキア独立後、1939年3月14日、ヨゼフ・ティソ政権の国防相兼参謀総長に就任した。1939年、スロバキア軍を指揮し、ポーランド侵攻に参加。1941年、国防相と参謀総長を兼任したまま、東部戦線で自動車化師団を指揮した。1944年9月5日のスロバキア民衆蜂起時、蜂起軍の支配地に留まり、間もなく捕まり、モスクワに送られた。

## 戦後
終戦後、1947年にチェコスロバキア人民裁判所により禁固5年を言い渡される。1948年に釈放され、政治に参加することはなく、死ぬまでマルチンで暮らした。